# Gottfried Wagner
Gottfried Helferich Wagner, född 13 april 1947 i Bayreuth, är en tysk filmregissör och publicist.

## Biografi
Gottfried Wagner är son till Wolfgang Wagner och Ellen Drexel, barnbarnsbarn till Richard Wagner och barnbarns barnbarn till Franz Liszt. Hans doktorsavhandling handlade om Kurt Weill och Bertolt Brecht. Han har koncentrerat sig på tysk kultur och politik, liksom judisk historia under 1800- och 1900-talen i ett flertal publikationer. Han är medlem i PEN-Club Liechtenstein och var 1992 en av grundarna av Post-Holocaust Discussion Group.
Han har bott i Italien sedan 1983 och har fjärmat sig från sin fars familj och öppet kritiserat deras samröre med nazistregimen. Hans bok Twilight of the Wagners: The Unveiling of a Family's Legacy, en självbiografi, ifrågasatte i vilken utsträckning hans far hade frigjort sig från familjens nära koppling till nationalsocialismen, samtidigt som han också har varit kritisk till många aspekter av Bayreuthfestspelen.  I sin bok Du sollst keine anderen Götter haben neben mir. Richard Wagner – Ein Minenfeld (2013) skildrar Wagner, enligt Wolfram Goertz, "nästan allt om sin förfader" som "vidrigt", "hans natur, hans verk, hans arv". Goertz fortsätter: "Det är välkänt att Wagner var motbjudande i många aspekter av sitt liv och verk. Men eftervärldens skrivsätt verkar framför allt vara resultatet av en försäljningsstrategi." Den brittiske filmregissören Tony Palmer har gjort en två timmar lång dokumentärfilm om familjen Wagner där Gottfried spelar en nyckelroll.

## Verk (i urval)
- Wagner, Gottfried: Wer nicht mit dem Wolf heult. Autobiographische Aufzeichnungen eines Wagner-Urenkels. (He who does not howl with the wolf: Autobiographical Notes from a Wagner Great-Grandchild) Foreword by Ralph Giordano. Verlag Kiepenheuer & Witsch, Köln 1997. ISBN 3-462-02622-4
- Wagner, Gottfried: Twilight of the Wagners: The Unveiling of a Family's Legacy, Picador, 1999. ISBN 0-312-26404-6 (English version of the above)[6]
- Wagner, Gottfried: Unsere Stunde Null. Deutsche und Juden nach 1945. Familiengeschichte, Holocaust und Neubeginn, Böhlau, Köln 2006 ISBN 3-205-77335-7
- Wagner, Gottfried: Du sollst keine anderen Götter haben neben mir. Richard Wagner - Ein Minenfeld, Propyläen, Berlin 2013. ISBN 978-3-549-07441-1